# Kristotomus areolatus
Kristotomus areolatus är en stekelart som beskrevs av Gupta 1990. Kristotomus areolatus ingår i släktet Kristotomus och familjen brokparasitsteklar. Inga underarter finns listade i Catalogue of Life.